# لويز أميرة أرتوا
لويز ماري تيريز أميرة أرتوا (21 سبتمبر 1819 – 1 فبراير 1864)؛ أصبحت دوقة بارما باعتبارها زوجة كارلو الثالث، وباتت لاحقًا وصية على عرش بارما، كانت الابنة الكبرى لشارل فرديناند، دوق بيري هو الابن الأصغر لشارل العاشر ملك فرنسا، وزوجته كارولين أميرة نابولي وصقلية، شغلت منصب وصية العرش على بارما عندما كان ابنها لا يزال قاصرًا منذ عام 1854 حتى عام 1859.

## الحياة المبكرة
وُلدت في 21 سبتمبر 1819 في قصر الإليزيه في باريس، وكانت أول طفل يظل على قيد الحياة لشارل فرديناند دوق بيري وزوجته الشابة كارولين أميرة نابولي وصقلية. كان عمها الأكبر لويس الثامن عشر، وقت ولادتها ملك فرنسا الحاكم لكن لم يُرزق بأطفال وكان في حالة صحية متدهورة، كان جد لويز وريث التاج الفرنسي. أنجب وريث التاج ولدين فقط. لم ينجب الابن الأكبر  لويس أنطوان، دوق أنغوليم من مدام رويال. بات بقاء السلالة معتمدًا على الابن الأصغر وحده، وهو شارل فرديناند، دوق بيري ووالد لويز.
لم تتح الفرصة للويز، المعروفة منذ ولادتها باسم آنسة أرتوا، للتعرف على والدها. كانت تبلغ من العمر خمسة أشهر فقط عندما اغتيل دوق بيري أثناء مغادرته الأوبرا القديمة في باريس على يد لويس بيير لوفيل، وهو بونابارتي مسعاه «زوال آل بوربون»، كانت لويز آنذاك الابنة الوحيدة للفرع الرئيسي للسلالة المالكة من أحفاد بوربون من لويس الخامس عشر، أثار نقص الورثة الذكور احتمال انتقال العرش إلى دوق أورليانز وورثته، ما أرعب الفرقة المحافظة. ناقش البرلمان إلغاء القانون السالي، الذي استبعد الإناث من الخلافة وظل محرمًا انتهاكه لزمن. تبين مع ذلك أن دوقة بيري الأرملة حامل، وأنجبت في 29 سبتمبر 1820 ابنًا لتهب لويز شقيقًا وحيدًا وهو الصبي المعجزة هنري أمير أرتوا (1820-1883). حصل بعد ذلك على لقب دوق بوردو.
ترعرعت لويز تحت رعاية والدتها دوقة بيري في قصر الإليزيه وقصر روزني سور سين، مقر إقامة والدتها الرئيسي. عُهد بتعليم لويز إلى ماري جوزفين لويز دي مونت نافاي (1773-1857)، ماركيزة غونتوت سانت بلاكارد، وهي وصيفة سابقة لدوقة بيري. عُينت الماركيزة بصفة مربية للفتاة الصغيرة وشقيقها. ظلت لويز قريبة جدًا من شقيقها حتى وفاتها، ووصفت علاقتهما لاحقًا بأنها روح واحدة في جسدين.
تذكرت لويز عمها الملك لويس الثامن عشر بصورة العاجز الذي لا ينفك عن كرسيه، عانى من الغرغرينا وتوفي في عام 1824، قبل خمسة أيام من عيد ميلادها الخامس. حصلت لويز خلال عهد شارل العاشر، بصفتها حفيدة الملك الفرنسي، على لقب حفيدة فرنسا الصغيرة، انتهى عهد جدها (1824-1830) فجأة عندما أشعلت سياساته التي لم تحظ بشعبية فتيل ثورة يوليو. تنازل شارل العاشر وابنه الدوفين في 2 أغسطس 1830، عن حقوقهما في العرش. على الرغم من أن شارل كان ينوي أن يتولى حفيده، دوق بوردو، العرش باسم هنري الخامس، وضع السياسيون الذين شكلوا الحكومة المؤقتة على العرش ابن عم بعيد، وهو لويس فيليب من أسرة أورليان ذات القرابة غير المباشرة - وهو سليل شقيق لويس الرابع عشر الوحيد - الذي وافق على الحكم بصفته ملكًا دستوريًا. عُرفت هذه الفترة باسم ملكية يوليو. أصبح مؤيدو السلالة العليا المنفية من آل بوربون معروفين باسم الشرعيون، نُفيت العائلة المالكة إلى إنجلترا في 16 أغسطس 1830.

## وفاتها
توفيت لويز في 1 فبراير 1864، عن عمر يناهز 44 عامًا، في قصر جوستينيان في البندقية. دُفنت في سرداب جدها شارل العاشر في دير كوستانيويتسا الفرنسيسكاني في مدينة جورتس بالنمسا (نوفا جوريتسا في سلوفينيا حاليًا). شمل أعضاء العائلة المالكة الفرنسية الآخرين، من الذين دُفنوا بالمكان نفسه شقيقها هنري، كونت شامبور، وخالتها ماري تيريز الملكة القرينة لفرنسا، وعمها لويس أنطوان، دوق أنغوليم.